# جین بوپری
جین بوپری (انگلیسی: Jeanne Beauprey؛ زادهٔ june ۲۱, ۱۹۶۱ (۶۳ سال)) بازیکن والیبال اهل ایالات متحده آمریکا است.